# Riaz Khabirpour

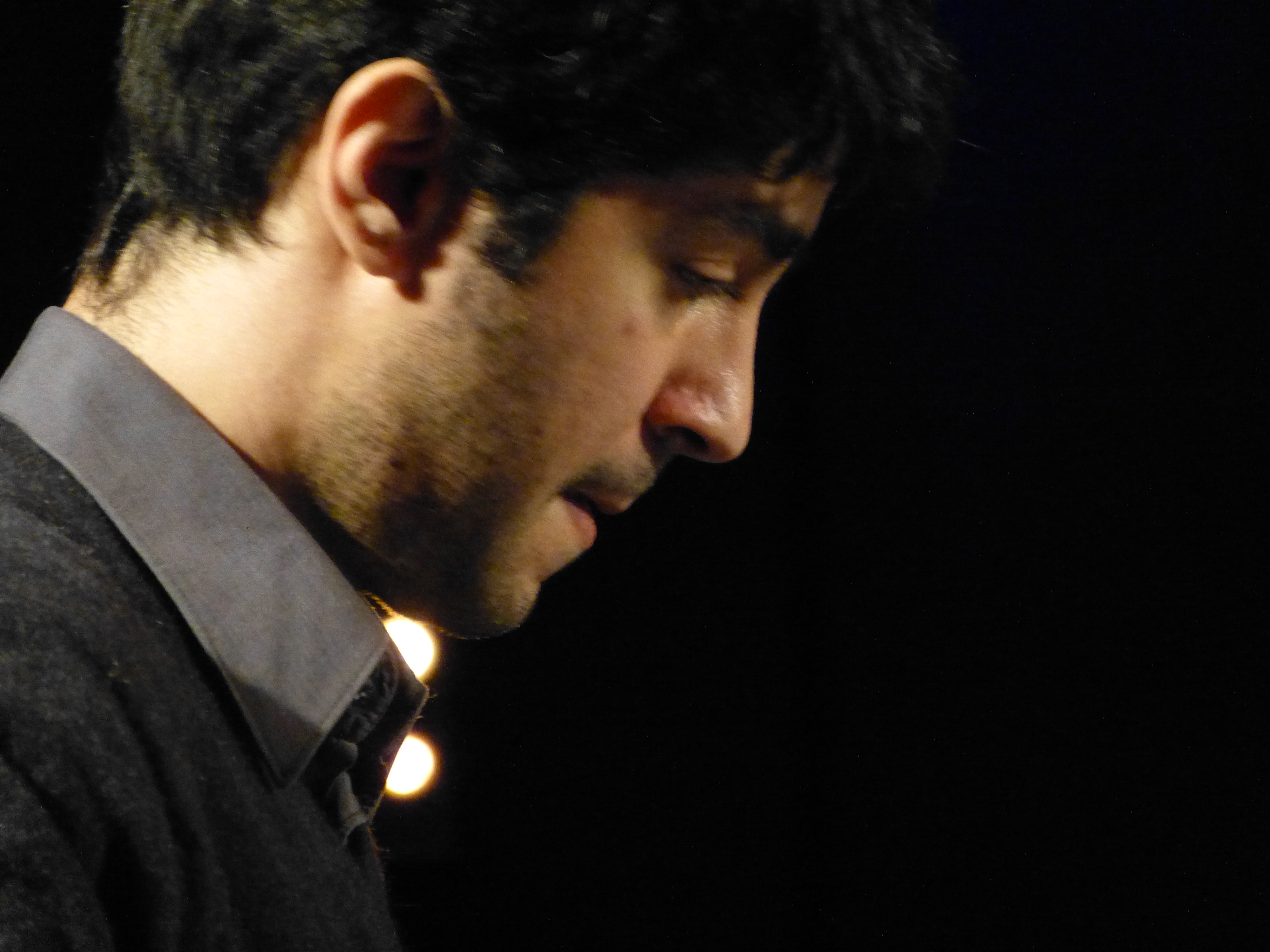
Riaz Khabirpour (2015 im ARTheater Köln)

Riaz Khabirpour (* 1979 in Heidelberg) ist ein luxemburgischer Jazzmusiker (Gitarre, Komposition).

## Leben und Wirken
Khabirpour lernte durch seine Mutter, die oft sang und sich auf der Gitarre begleitete, Musik kennen. Mit 14 Jahren lernte er zunächst klassische Gitarre.  Später entdeckte er Jazz und improvisierte Musik. 1999 zog er nach Amsterdam, um am dortigen Conservatorium Jazzgitarre bei Maarten van der Grinten  und  Jesse  van  Ruller zu studieren; während seines Masterstudiums (ab 2003) studierte er für ein Semester in New York bei John Abercrombie. 2002 und 2003 gehörte er zum Bundesjazzorchester unter Peter Herbolzheimer.
Seit 2006 lebt er in Köln, wo er eine eigene Band gründete, mit der er 2009 ein Album vorlegte, das gute Kritiken erhielt. Zu seinem Sextett gehörten 2015 die Sängerinnen Tamara Lukasheva und Filippa Gojo. Mit der Sängerin Esther Berlansky unterhält er das Duo Zweiton. Im Electric Lëtzebuerg Trio spielt er mit Pol Belardi und Pit Dahm. Auch war er im Quintett von Jens Böckamp, im Koi Trio, in der Gruppe Elftett, in der Band Noor Saz aus New York sowie in den Gruppen von Maxime Bender, Raphael Klemm und Eva Buchmann aktiv.
Mit der Kinderbuchillustratorin Constanze von Kitzing hat er zwei Kinder.

## Diskographische Hinweise
- The Seeker (Konnex 2009, mit Pablo Held, Matthias Akeo Nowak, Paul Wiltgen)
- Jens Böckamp Progression (Konnex 2009, mit Matthias Bergmann, Jakob Kühnemann, Oliver Rehmann)
- Felix Fromm One (Rodenstein 2014)
- Koi Trio Light Blue (2014 mit Matthias Akeo Nowak, Oliver Rehmann, sowie Sebastian Gille und Rainer Böhm)
- Pocket Radio (QFTF 2018, mit Matthew Halpin, Matthias Akeo Nowak, Leif Berger)